# Anno 1503
Anno 1503 ist der zweite Teil der Anno-Serie. Es funktioniert nach einem ähnlichen Spielprinzip wie der Vorgänger Anno 1602, jedoch ist die Grafik detaillierter und die Wirtschaftskreisläufe sind komplexer. Das Spiel wurde digital auf GOG.com und von Ubisoft selbst in der Anno 1503 History Collection wiederveröffentlicht, die auch einen Mehrspielermodus nachreichte.

## Spielprinzip
Bei Anno 1503 gibt es keine Steuern mehr, dagegen verdient der Spieler nun unmittelbar an den Waren, die er seinen Bewohnern über Marktstände zur Verfügung stellt. Die Piraten haben meistens feste Siedlungen, die häufig durch Türme bewacht werden. Piraten können Schutzgeld verlangen, das sich in der Höhe nach dem Vermögen des Spielers richtet. Unbewaffnete Schiffe können sich durch Hissen der weißen Flagge gegen Beschuss durch die Piraten schützen, werden im Gegenzug jedoch gelegentlich ausgeraubt. Die fliegenden Händler, die Venezianer, können nun – wie auch die Ureinwohner – eine eigene Insel besitzen. Mit anderen Ureinwohnern kann man Tauschhandel treiben, indem man einen Scout zu den Markthaupthäusern der Ureinwohner schickt. Als Ausnahmen gelten Venezianer sowie Piraten, die auch Schiffe besitzen und Kaufhandel betreiben. Die Spieler können untereinander Militärbündnisse schließen, was die Vertragspartner dazu verpflichtet, sich im Falle eines Krieges gegenseitig zu unterstützen; dies gilt allerdings nur, wenn man auf der eigenen Insel angegriffen wird. Im Intro-Film des Spiels stellten die wichtigsten Entwickler sich selbst mit den Figuren dar.

## Schätze, Monster und Piraten
Bei dieser Erweiterung von Anno 1503 sind weitere Gebäude, unter anderem ein Kanonenturm und ein Amtsgericht, sowie weitere Grafikeffekte, Tiere und Naturkatastrophen hinzugekommen. Weiter wurden zwölf neue Einzelspielerszenarien in verschiedenen Schwierigkeitsstufen und drei neue Endlosspiele mit neuen Spielelementen hinzugefügt. Das Entern von gegnerischen Schiffen wird möglich gemacht und ab sofort tauchen Räuber in der Siedlung auf, die die Bewohner berauben und mit dem Bau eines Galgens abgeschreckt werden. Es kann zu Aufständen kommen. Eine weitere Funktion ist der Statistikscreen, der den Spieler informiert, ob seine Stadt langfristig mit genügend Verbrauchsgütern versorgt wird.

## Rezeption
Die Spielwelt sei liebevoll gestaltet und wirke auch realistischer, da Häuser auch schräg zur Seite stehen können und die Inseln in unterschiedlichen Klimazonen angesiedelt seien. Aussagekräftige Statistiken wie etwa in Tropico fehlen. Dadurch, dass nun die Marktplatzverkäufe für Einkommen sorgen und nicht an dem Steuersatz der Einwohner gedreht werden könne, spiele sich Anno 1503 strategischer als sein Vorgänger, verlöre jedoch seine Einsteigerfreundlichkeit. Auch der Schwierigkeitsgrad der kampflastigen Kampagne sei sehr hoch. Im Endlosspiel entfache Anno 1503 jedoch sein Potenzial. Das wies zum Zeitpunkt der Veröffentlichung zahlreiche Programmfehler auf, die jedoch mit einem Patch behoben wurden, der ebenfalls die Balance der Kampagne anpasste. Ein Mehrspielermodus fehle weiterhin.
In Erwartung hoher Umsätze wurde die bis dahin größte Erstauslieferung von Handelsexemplaren produziert. Innerhalb einer Woche wurden 160.000 Exemplare abgesetzt. Der Verband der Unterhaltungssoftware Deutschland verlieh seinen Sales-Award in Gold und Platin für über 200.000 verkaufte Exemplare im deutschsprachigen Raum. Laut Hersteller wurde Anno 1503 800.000 Mal verkauft. Es galt als das meistverkaufte Spiel in Deutschland und übertrumpfte auch den Vorgänger. Es hielt sich mehrere Monate auf Platz 1 der Verkaufscharts.

## Brettspiel
Zu dem Anno-Merchandise gibt es ein Brettspiel von Klaus Teuber mit dem Namen Anno 1503 und der Erweiterung Anno 1503 – Aristokraten und Piraten. Das Spielprinzip orientiert sich dabei weitestgehend an dem seines Computer-Vorbildes.